# Парк-сквер (Чернівці, вул. Кордуби)
Парк-сквер — парк-пам'ятка садово-паркового мистецтва місцевого значення в Україні. Розташований у межах міста Чернівці, на вулиці Кордуби.
Площа 0,5 га. Статус присвоєно згідно з рішенням виконавчого комітету Чернівецької обласної ради народних депутатів від 30 травня 1979 року № 198. Перебуває у віданні: Департамент ЖКГ, м. Чернівці.
Статус присвоєно для збереження парку-скверу, заснованого 1890 року. В його складі 25 видів і форм дерев та чагарників.
У сквері розташований пам'ятник австрійському імператору Францу-Йосифу I.
2022 року було проведено реконструкцію скверу.